# Scottish World Invitation Tournament 1974
Das Scottish World Invitation Tournament 1974 im Badminton fand vom 15. bis zum 16. März 1974 in Glasgow statt. Es war die 13. Austragung der Wettkampfserie.

## Sieger und Platzierte
| Disziplin    | Gold                           | Silber                       | Bronze                           |
| ------------ | ------------------------------ | ---------------------------- | -------------------------------- |
| Herreneinzel | Svend Pri                      | Flemming Delfs               | Christian Hadinata               |
| Herreneinzel | Svend Pri                      | Flemming Delfs               | Punch Gunalan                    |
| Dameneinzel  | Hiroe Yuki                     | Lene Køppen                  | Margaret Beck                    |
| Dameneinzel  | Hiroe Yuki                     | Lene Køppen                  | Eva Stuart                       |
| Herrendoppel | Punch Gunalan Dominic Soong    | Tjun Tjun Johan Wahjudi      | Elliot Stuart Derek Talbot       |
| Herrendoppel | Punch Gunalan Dominic Soong    | Tjun Tjun Johan Wahjudi      | Willi Braun Roland Maywald       |
| Damendoppel  | Machiko Aizawa Etsuko Takenaka | Margaret Beck Nora Gardner   | Marjan Luesken Joke van Beusekom |
| Mixed        | Robert McCoig Margaret Beck    | Fraser Gow Christine Stewart | Elliot Stuart Nora Gardner       |

## Finalresultate
| Disziplin    | Sieger                         | Finalist                     | Ergebnis          |
| ------------ | ------------------------------ | ---------------------------- | ----------------- |
| Herreneinzel | Svend Pri                      | Flemming Delfs               | 15–12, 15–6       |
| Dameneinzel  | Hiroe Yuki                     | Lene Køppen                  | 10–12, 11–6, 12–9 |
| Herrendoppel | Punch Gunalan Dominic Soong    | Tjun Tjun Johan Wahjudi      | 15–9, 15–4        |
| Damendoppel  | Machiko Aizawa Etsuko Takenaka | Margaret Beck Nora Gardner   | 15–7, 15–8        |
| Mixed        | Robert McCoig Margaret Beck    | Fraser Gow Christine Stewart | 9–15, 15–4, 15–7  |

## Referenzen
- Federball 15 (1974) (7), S. 9.
- Ergebnisse
- Scotland's invitation tournament. (PDF) In: worldbadminton.com. August 1974, S. 4, abgerufen am 29. Dezember 2024 (englisch).